# Villette-lès-Dole
Pour les articles homonymes, voir Villette.
Villette-lès-Dole est une commune française située dans le département du Jura, dans la région culturelle et historique de Franche-Comté et la région administrative Bourgogne-Franche-Comté.
Ses habitants sont appelés les Villettois et Villettoises.

## Géographie
Villette-lès-Dole, est une commune jurassienne située dans le Canton de Dole-Nord-Est à six kilomètres de Dole et à quarante-six de Lons-le-Saunier, préfecture du Jura. L'altitude est de 198 mètres au bas du village, et de 233 mètres au niveau du bois.
Villette-lès-Dole est situé sur un plateau qui domine le bassin du Doubs, les plaines de Bourgogne, et d'où l'on peut distinguer les premiers plateaux du Jura. La commune est traversée par la Clauge.
Se trouvent également sur le territoire de la commune des sources qui forment une courte rivière, la Mousse, qui finit son court dans la Clauge au niveau du pont de la voie ferrée. La Mousse aurait la particularité de ne jamais geler, ce qui expliquerait également la position géographique du moulin de la Corre (ou de l'Accord) qui lors des hivers rudes était le dernier des six moulins de la Clauge à fonctionner.
La commune possède des bois communaux qui se confondent avec la forêt de Chaux.
Villette-lès-Dole est traversé par la route Paris-Genève, appelée aussi « Route blanche ». Une voie antique appelée « Agrippa » rejoint sur cette route, elle débute au pont de Belmont et traverse les communes de Augerans, de La Loye et de Dole.

### Climat
Pour des articles plus généraux, voir Climat de la Bourgogne-Franche-Comté et Climat du département du Jura.
En 2010, le climat de la commune est de type climat océanique dégradé des plaines du Centre et du Nord, selon une étude du Centre national de la recherche scientifique s'appuyant sur une série de données couvrant la période 1971-2000. En 2020, Météo-France publie une typologie des climats de la France métropolitaine dans laquelle la commune est exposée à un climat semi-continental et est dans une zone de transition entre les régions climatiques « Bourgogne, vallée de la Saône » et « Jura ». 
Pour la période 1971-2000, la température annuelle moyenne est de 10,8 °C, avec une amplitude thermique annuelle de 17,5 °C. Le cumul annuel moyen de précipitations est de 964 mm, avec 12,1 jours de précipitations en janvier et 8,3 jours en juillet. Pour la période 1991-2020, la température moyenne annuelle observée sur la station météorologique de Météo-France la plus proche, « Dole », sur la commune de Dole à 5 km à vol d'oiseau, est de 11,6 °C et le cumul annuel moyen de précipitations est de 1 023,0 mm. 
La température maximale relevée sur cette station est de 40 °C, atteinte le 31 juillet 2020 ; la température minimale est de −24 °C, atteinte le 10 janvier 1985,,. 
Les paramètres climatiques de la commune ont été estimés pour le milieu du siècle (2041-2070) selon différents scénarios d'émission de gaz à effet de serre à partir des nouvelles projections climatiques de référence DRIAS-2020. Ils sont consultables sur un site dédié publié par Météo-France en novembre 2022.

## Urbanisme

### Typologie
Au 1er janvier 2024, Villette-lès-Dole est catégorisée ceinture urbaine, selon la nouvelle grille communale de densité à sept niveaux définie par l'Insee en 2022.
Elle appartient à l'unité urbaine de Dole, une agglomération intra-départementale regroupant huit  communes, dont elle est une commune de la banlieue,,. Par ailleurs la commune fait partie de l'aire d'attraction de Dole, dont elle est une commune de la couronne,. Cette aire, qui regroupe 87 communes, est catégorisée dans les aires de 50 000 à moins de 200 000 habitants,.

### Occupation des sols
L'occupation des sols de la commune, telle qu'elle ressort de la base de données européenne d’occupation biophysique des sols Corine Land Cover (CLC), est marquée par l'importance des territoires agricoles (75,7 % en 2018), en diminution par rapport à 1990 (76,8 %). La répartition détaillée en 2018 est la suivante : 
terres arables (58,5 %), prairies (17,2 %), zones urbanisées (14 %), forêts (10,2 %), zones agricoles hétérogènes (0,1 %). L'évolution de l’occupation des sols de la commune et de ses infrastructures peut être observée sur les différentes représentations cartographiques du territoire : la carte de Cassini (XVIIIe siècle), la carte d'état-major (1820-1866) et les cartes ou photos aériennes de l'IGN pour la période actuelle (1950 à aujourd'hui).

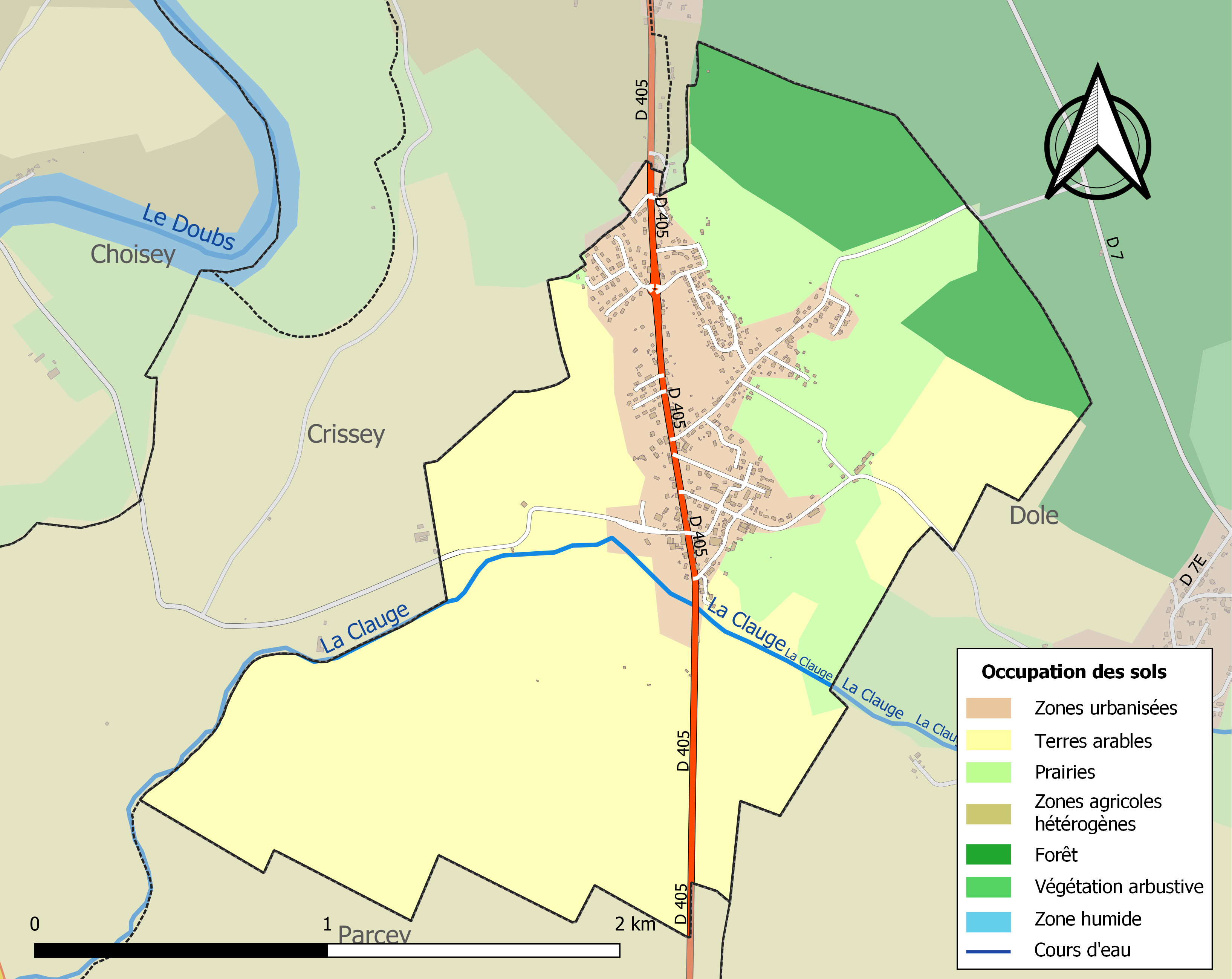
Carte des infrastructures et de l'occupation des sols de la commune en 2018 (CLC).

## Toponymie
Villette : De l'oïl villette, « petite maison des champs », ou « très petite ville ».

## Histoire
Villette-les-Dole devient une petite bourgade (petit bourg où les maisons occupent un grand territoire), qui parait avoir compté de nombreuses habitations à l'époque romaine, comme en témoignent les ruines trouvées sur les lieux appelés Champs aux chenevières et La grande brosse.

### Moyen Âge
Au Moyen Âge, le village compte plusieurs mottes féodales, dont les plus importantes sont :
- motte de la Mousse ;
- motte de la Pressagne ;
- motte des Emards.

Il semblerait que ces trois mottes aient été à l'origine des tombelles gauloises, qui auraient servi plus tard comme base pour l'édification de castels féodaux (château des fiefs, domaine concédé par un seigneur à son vassal).[réf. nécessaire]
Villette-lès-Dole a dépendu en toute justice, pour une partie de la seigneurie de Gevry, et pour l'autre partie de celle de la châtellenie de Dole (seigneurie et juridiction d'un châtelain).
Les fiefs des Emards et de la Pressagne s'étendaient sur une vaste portion du territoire de la commune actuelle. Leurs châteaux furent détruits pendant le siège de Dole en 1477, par les Français à l'époque du règne de Louis XI, sort qui fut probablement celui des autres quartiers qui formaient Villette.
L'origine de Pressagne (ou Presseigne) semble venir du latin Pratum Sanguinis qui signifie : « Prés du sang et marquerait donc bien un champ de bataille ». L'origine des Emards (ou des Mars) proviendrait du nom d'une famille noble qui avait possédé ce fief. Il est situé sur le bord de la forêt de Chaux, derrière l'actuel cimetière, et il avait en son centre, une motte artificielle entourée de fossés, sur laquelle avait été construit un château fort. Ce fief s'étendait sur une partie de Parrecey (Parcey), et relevait directement du comté de Bourgogne grâce à leur château de Dole. Une partie de ce fief fut vendue le 4 octobre 1581 à Baldoine d'Astel, sœur du propriétaire, épouse du sieur Gremaud, nom très connu et famille à responsabilité encore au XIXe siècle. Le reste de l'histoire de cette moitié de fief concerne la commune de Parcey. Comme indiqué ci-dessus, les fiefs de la Pressagne et des Emards furent anéantis en 1477. Ils se recouvrirent, avec le temps, de forêts.
Cependant, c'est grâce aux nouveaux moyens de recherche permis par les avancées scientifiques actuelles, telles que la photographie aérienne, que les archéologues francs-comtois ont pu apporter beaucoup de précisions sur les mottes de Villette.
En 1914, un archéologue signale simplement la « motte du Chatelot » ou « Maison forte de la Pressagne », mais ne mentionne pas de celle des Emards. Il apparaît ainsi d'après lui, que ces deux mottes n'en font en fait qu'une seule : celle du Chatelot (appelée aussi « au château » ou « chatai »). Aucune motte n'ayant été découverte il n'est donc pas possible de déceler l'endroit où était située la Pressagne. D'autre part et comme indiqué ci-dessus, du fait que ces deux fiefs s'étendaient sur une vaste portion du territoire, les historiens chargés de retracer l'histoire des fiefs de la commune ont pu être induits en erreur.
En 1976, aidées en cela par un été particulièrement sec suivi d'un automne exceptionnellement humide, des recherches ont permis de définir avec précision la motte du fief des Emards par l'intermédiaire de la prospection aérienne. Cette prospection à notamment permis de démontrer que la motte des Emards était de forme circulaire, alors que jusqu'à cette date, tous les spécialistes l'avaient définie comme carrée. Il en découla également que la superficie était supérieure à celle estimée en 1914 ; elle aurait ainsi eu un diamètre supérieur à 55 mètres, et une hauteur encore visible en 1914 de 3 mètres, des fossés de dix mètres de largeur : c'est sur cette motte que le châtelet avait été construit. Le sort réservé aux ruines de cette maison-forte, a certainement dû être le même que celui réservé aux autres châteaux de cette époque, à savoir que ces pierres de taille ont servi à la construction de fermes ou de maisons dans les proches alentours.
Les documents de référence disponibles[Lesquels ?] font état de l'existence d'autres mottes mais les moyens techniques actuels ne permettent toujours pas d'en confirmer l'existence. Inversement, en 1978 lors d'un relevé topographique, une motte qui n'apparaissait sur aucun document à l'exception d'une revue spécialisée, fut découverte[réf. souhaitée] dans le bas du village. Il s'agit d'une motte féodale dite « à basse-cour », coupée par la grande rue et masquée par les différentes modifications topographique dues au temps. Une prospection aérienne fut ensuite réalisée afin de confirmer les relevés pris au sol, il fut nettement distingué que la motte possédait un enclos circulaire au sud, et une basse-cour qui elle, avait par contre été repérée sur un cadastre de 1812. Elle se trouve au nord de la motte, et est délimitée par les chemins, parcelles, buissons qui forment un vaste enclos en forme de losange.
Villette-lès-Dole a continué de se développer sans connaître l'existence de cette motte, qui plus est, d'après les spécialistes, serait la plus grande des mottes féodales connues à ce jour en Franche-Comté. Elle daterait du XIe siècle ou XIIe siècle, et aurait appartenu à des comtes de Bourgogne qui avaient encore des possessions à Villette-lès-Dole au XIIIe siècle.
Par un acte daté du 1er décembre 1565, Françoise de Rye : Dame de Gevry et Claude-François de Neuchâtel, son époux, donnent à titre d'acensement perpétuel à Jean Michotey : docteur en droit, et à Jean Belin, la forêt de la Pressagne avec pouvoir de la défricher d'y construire des maisons, des granges, et de jouir dans la forêt de Chaux de tous les droits d'usage existants ; le tout moyennant le paiement d'une somme de 300 écus d'or, et à charge d'un cent de deux blancs par journal de terre mis en culture.
Le bois est donc défriché, et plusieurs maisons y sont construites (vingt maisons en deux ans).
Les pierres utilisées pour la construction des maisons proviendraient de la carrière de Villette-lès-Dole, mais la difficulté de son exploitation l'amena par la suite à l'abandon. Dans cette carrière que se trouve un gouffre à l'origine du nom du chemin.

## Héraldique
|  | Les armes de la commune se blasonnent ainsi : De gueules à la champagne ondée fascée d'argent et d'azur de six pièces, à l'épi de blé d'or mouvant de la champagne, accosté de deux demi-vols adossés d'argent en chef, à l'agneau pascal aussi d'argent tenant de sa patte dextre une bannière du même chargée d'une croisette de sable, la hampe croisée du même en barre, brochant sur le tout. |

## Politique et administration
| Période | Période  | Identité         | Étiquette | Qualité                    |
| ------- | -------- | ---------------- | --------- | -------------------------- |
| 1937    | 1965     | Xavier Thouret   |           |                            |
| 1965    | 1971     | Robert Cholley   |           |                            |
| 1971    | 1983     | Gaston Thouret   |           |                            |
| 1983    | 1987     | Bernard Bon      |           |                            |
| 1987    | 1989     | Gilbert Longet   |           |                            |
| 1989    | 1995     | Henri Shmoll     |           |                            |
| 1995    | 2008     | René Guichard    |           |                            |
| 2008    | 2020     | René Curly       | DVG       | Retraité de l'enseignement |
| 2020    | En cours | Jean-Luc Legrand |           |                            |

## Démographie
L'évolution du nombre d'habitants est connue à travers les recensements de la population effectués dans la commune depuis 1793. Pour les communes de moins de 10 000 habitants, une enquête de recensement portant sur toute la population est réalisée tous les cinq ans, les populations de référence des années intermédiaires étant quant à elles estimées par interpolation ou extrapolation. Pour la commune, le premier recensement exhaustif entrant dans le cadre du nouveau dispositif a été réalisé en 2007.

En 2022, la commune comptait 798 habitants, en évolution de +3,77 % par rapport à 2016 (Jura : −0,81 %, France hors Mayotte : +2,11 %).
| 1793 | 1800 | 1806 | 1821 | 1831 | 1836 | 1841 | 1846 | 1851 |
| ---- | ---- | ---- | ---- | ---- | ---- | ---- | ---- | ---- |
| 300  | 352  | 375  | 355  | 382  | 396  | 380  | 402  | 408  |

| 1856 | 1861 | 1866 | 1872 | 1876 | 1881 | 1886 | 1891 | 1896 |
| ---- | ---- | ---- | ---- | ---- | ---- | ---- | ---- | ---- |
| 382  | 356  | 337  | 317  | 301  | 303  | 298  | 300  | 291  |

| 1901 | 1906 | 1911 | 1921 | 1926 | 1931 | 1936 | 1946 | 1954 |
| ---- | ---- | ---- | ---- | ---- | ---- | ---- | ---- | ---- |
| 271  | 280  | 299  | 275  | 258  | 342  | 258  | 292  | 306  |

| 1962 | 1968 | 1975 | 1982 | 1990 | 1999 | 2006 | 2007 | 2012 |
| ---- | ---- | ---- | ---- | ---- | ---- | ---- | ---- | ---- |
| 328  | 380  | 379  | 596  | 728  | 648  | 708  | 717  | 776  |

| 2017 | 2022 | - | - | - | - | - | - | - |
| ---- | ---- | - | - | - | - | - | - | - |
| 771  | 798  | - | - | - | - | - | - | - |

## Lieux et monuments

### Voies
| 30 odonymes recensés à Villette-lès-Dole au 18 décembre 2013  | 30 odonymes recensés à Villette-lès-Dole au 18 décembre 2013 | 30 odonymes recensés à Villette-lès-Dole au 18 décembre 2013 | 30 odonymes recensés à Villette-lès-Dole au 18 décembre 2013 | 30 odonymes recensés à Villette-lès-Dole au 18 décembre 2013 | 30 odonymes recensés à Villette-lès-Dole au 18 décembre 2013 | 30 odonymes recensés à Villette-lès-Dole au 18 décembre 2013 | 30 odonymes recensés à Villette-lès-Dole au 18 décembre 2013 | 30 odonymes recensés à Villette-lès-Dole au 18 décembre 2013 | 30 odonymes recensés à Villette-lès-Dole au 18 décembre 2013 | 30 odonymes recensés à Villette-lès-Dole au 18 décembre 2013 | 30 odonymes recensés à Villette-lès-Dole au 18 décembre 2013 | 30 odonymes recensés à Villette-lès-Dole au 18 décembre 2013 | 30 odonymes recensés à Villette-lès-Dole au 18 décembre 2013 | 30 odonymes recensés à Villette-lès-Dole au 18 décembre 2013 | 30 odonymes recensés à Villette-lès-Dole au 18 décembre 2013 |
| Allée                                                         | Avenue                                                       | Bld                                                          | Chemin                                                       | Cour                                                         | Impasse                                                      | Montée                                                       | Passage                                                      | Place                                                        | Quai                                                         | Carrefour                                                    | Route                                                        | Rue                                                          | Square                                                       | Autres                                                       | Total                                                        |
| ------------------------------------------------------------- | ------------------------------------------------------------ | ------------------------------------------------------------ | ------------------------------------------------------------ | ------------------------------------------------------------ | ------------------------------------------------------------ | ------------------------------------------------------------ | ------------------------------------------------------------ | ------------------------------------------------------------ | ------------------------------------------------------------ | ------------------------------------------------------------ | ------------------------------------------------------------ | ------------------------------------------------------------ | ------------------------------------------------------------ | ------------------------------------------------------------ | ------------------------------------------------------------ |
| 0                                                             | 0                                                            | 0                                                            | 2                                                            | 0                                                            | 9                                                            | 0                                                            | 0                                                            | 0                                                            | 0                                                            | 0                                                            | 2                                                            | 16                                                           | 1                                                            | 0                                                            | 30                                                           |
| Notes « N »                                                   |                                                              |                                                              |                                                              |                                                              |                                                              |                                                              |                                                              |                                                              |                                                              |                                                              |                                                              |                                                              |                                                              |                                                              |                                                              |
| Sources : rue-ville.info & OpenStreetMap & FNACA-GAJE du Jura |                                                              |                                                              |                                                              |                                                              |                                                              |                                                              |                                                              |                                                              |                                                              |                                                              |                                                              |                                                              |                                                              |                                                              |                                                              |

### Édifices et sites
- L’église de Villette-lès-Dole : construite au XVIIIe siècle, n'était alors pas paroissiale mais seulement une annexe de celle de Parcey, ce qui signifie qu'elle venait « suppléer à l'insuffisance » de l'église de Parcey. À l'origine, elle était dédiée à Saint Renobert, évêque de Bayeux au VIIe siècle, dont la fête était le 24 octobre. Elle sera plus tard placée sous la protection de Jeanne d'Arc, fêtée le deuxième dimanche de mai.

Avant d'être elle-même une succursale, elle dépendait de celle de Goux, c'est pour cette raison que tous les registres de naissances, mariages et décès, se trouvent dans les archives de cette commune jusqu'en 1792. Certains actes ne sont ni à Goux, ni à Villette, à la suite d'un conflit qui s'était installé entre les prêtres de ces deux communes (querelle de clocher), et aucun des deux n'enregistrait les actes, prétextant que c'était le devoir de l'autre. Heureusement, ce conflit ne dura que quelques mois. Du plus ancien document disponible, nous pouvons constater que l'église a souvent eu besoin de travaux de réparations, dont la plupart ne consistaient qu'au maintien d'un état de viabilité pour les fidèles qui la fréquentaient.

## Personnalités liées à la commune
- Jean Michotey fut conseiller au parlement de Dole en 1576. Il est mort en mars 1587.

## Sources